# فرسایش بادی

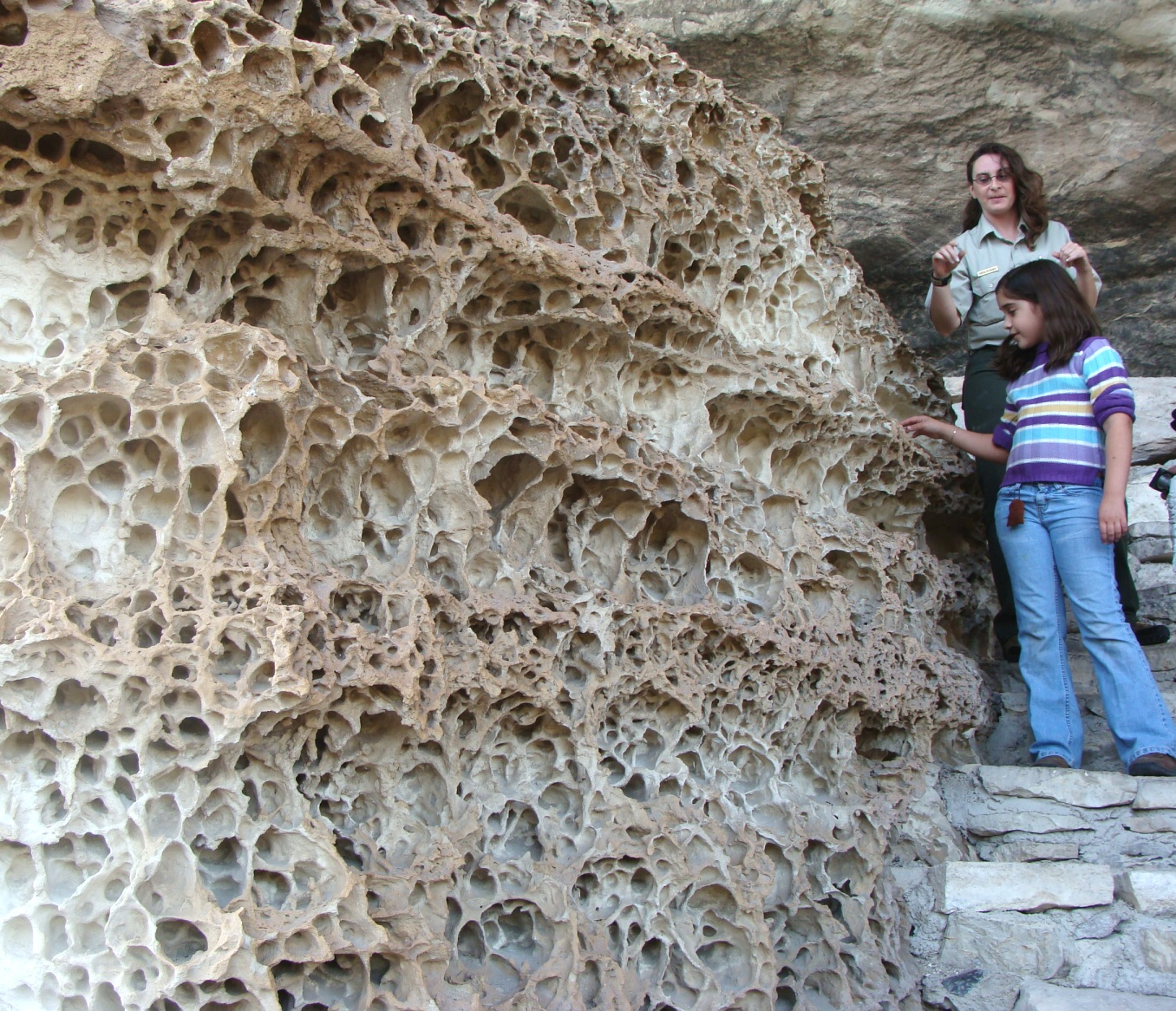
یک صخره بزرگ واقع در پارک ایالتی سمینول کنیون در تگزاس، که حاصل از فرسایش بادی شکل یافته‌است.

فرسایش بادی یا بادروبی یا بادروبش، فرایند روبیده شدن موادی چون شن و خاک از سطح زمین به وسیله باد است.
بادروبی نوعی فرسایش طبیعی است که موجب تغییرات بلندمدت اما قابل توجهی بر سنگ‌ها، صخره‌ها، و کوه‌ها می‌گردد.
فرسایش بادی می‌تواند یک مشکل برای اقتصاد، کشاورزی، یا منابع طبیعی یک کشور محسوب گردد.

## بادبردگی
به جابجایی و دور شدن خاک از محل پیداش خود، عمل بادبُردگی می‌گویند. این فرایند در نواحی فاقد پوشش گیاهی بسیار اهمیت دارد، زیرا گودال‌ها یا حوضه‌های بادبردگی را به وجود می‌آورد. عمق بسیاری از این گودال‌ها کم است اما گاهی تا یکصد متر هم می‌رسد.
در هواشناسی، به منطقه‌ای که در معرض جریان باد معینی قرار دارد اصطلاحاً بادروب می‌گویند.

## نگارخانه

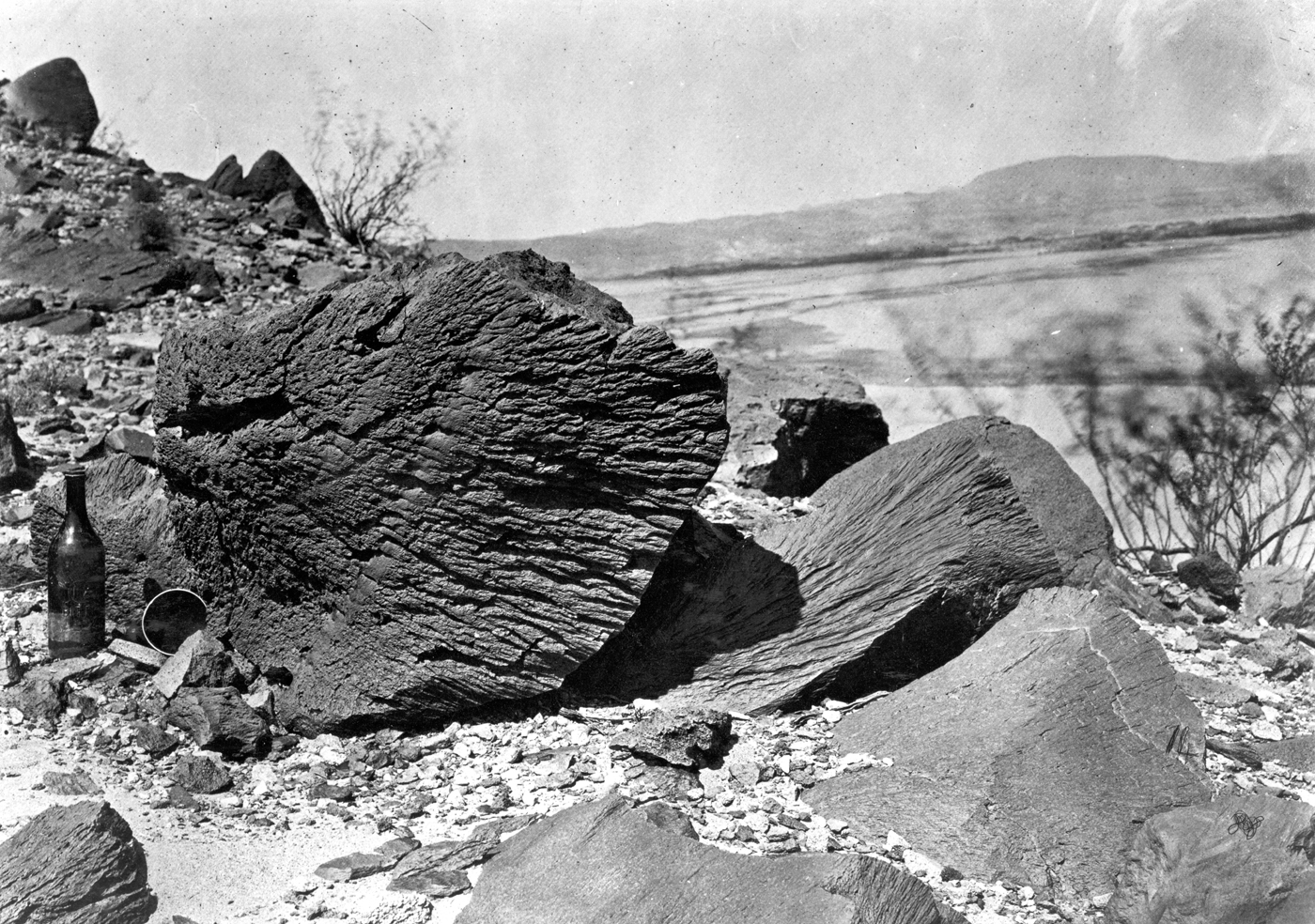
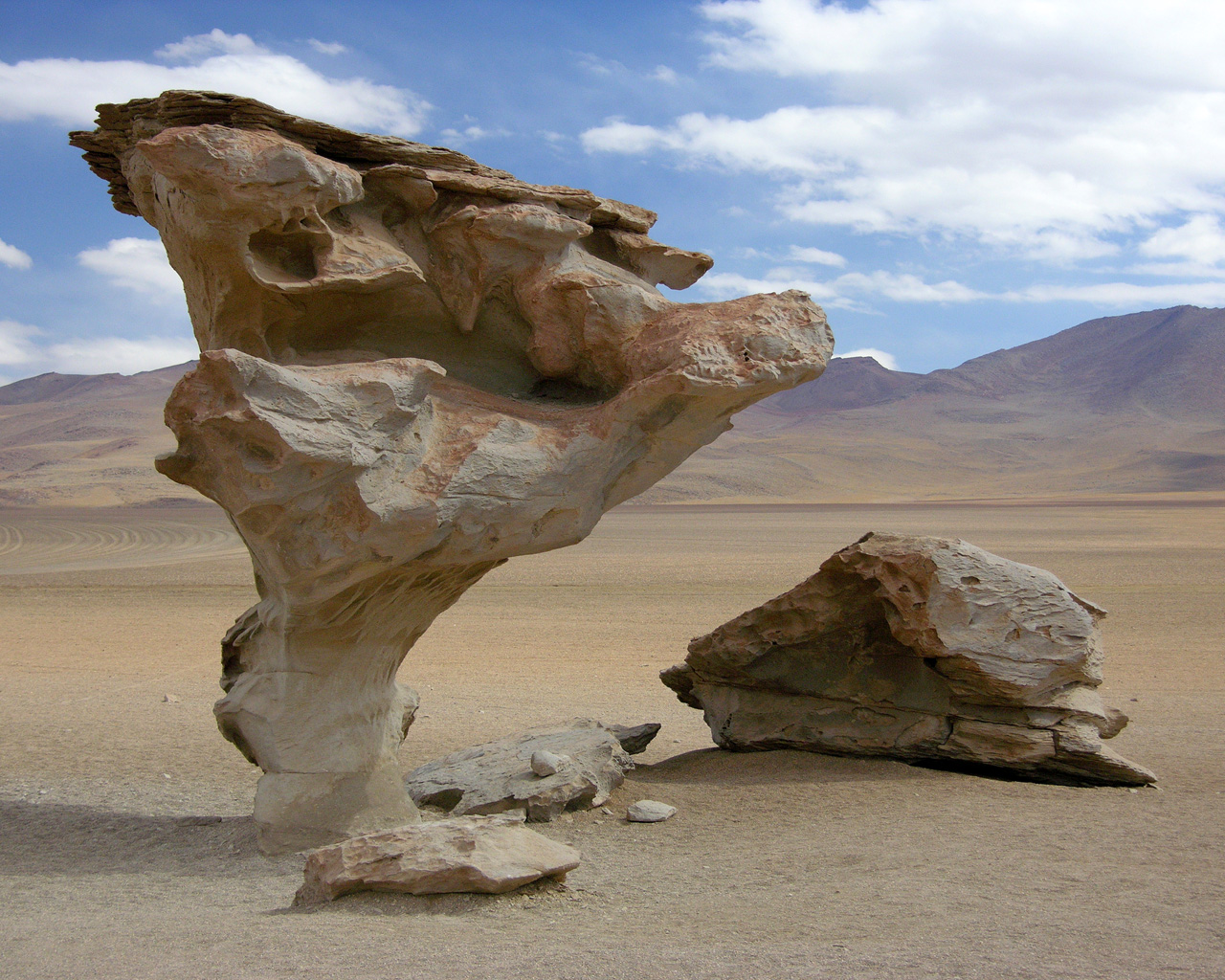
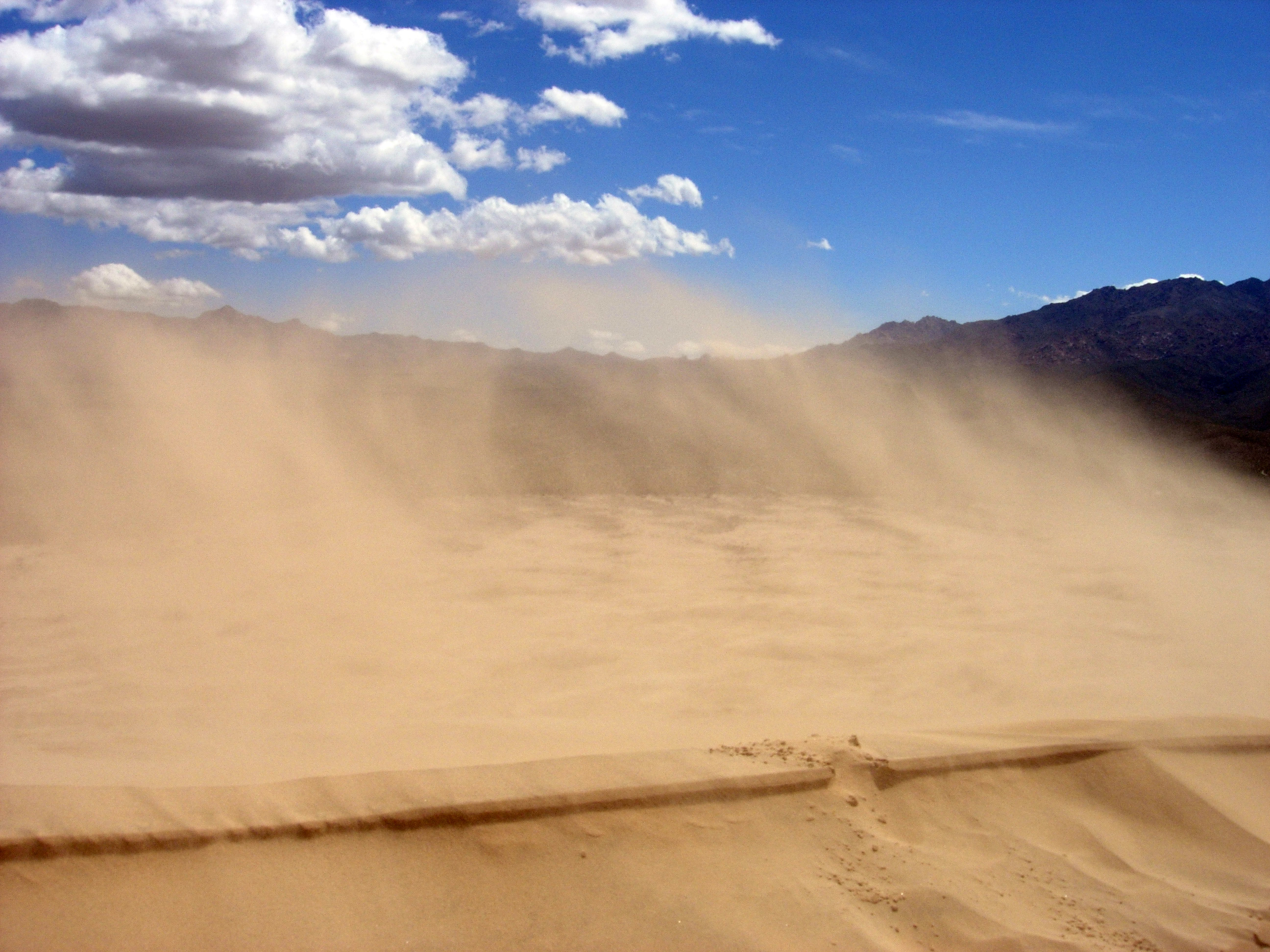
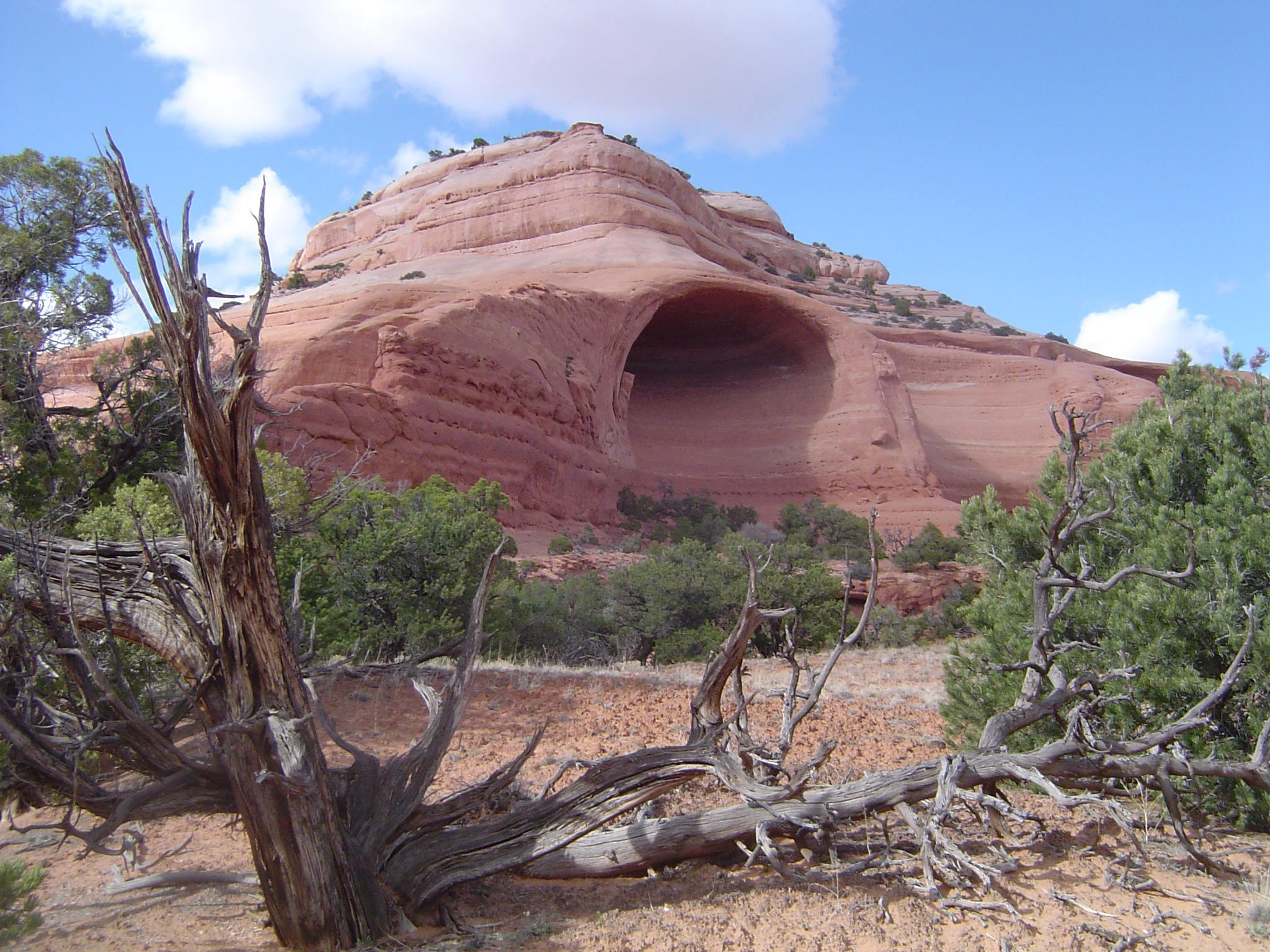